# 자양역 (서울)
자양(뚝섬한강공원)역(Jayang Station, 紫陽驛)은 서울특별시 광진구 자양동에 위치한 서울 지하철 7호선의 지하철역이다.
뚝섬한강공원 옆에 있으며, 청담대교 하부를 통해 청담역과 연결돼 있다. 공사 당시엔 가칭 자양역이라고도 불렸고, 지상 고가 역사로 이루어져 있다.
뚝섬한강공원으로 통한 2,3번 출입구와 강변북로 맞은편 아파트 단지 및 옛 태진운수 영업소(2018년 6월에 폐쇄) 자리로 통한 1, 4번 출입구는 서로 건너갈 수 없게 돼 있다. 따라서 이 역에서 하차할 때 목적지를 한 번 더 확인하고, 출구를 잘 확인해야 한다. 또한 여름 장마철 홍수 때엔 아파트/옛 태진운수 영업소 자리 옆으로 설치돼 있는 1번 출입구와 4번 출입구만 개방하고, 2번과 3번 출구는 폐쇄한다.
역명의 경우 개통 이래 뚝섬유원지역으로 불렸으나, 인근의 2호선 뚝섬역과의 역명 혼동 우려로 2011년부터 역명 변경 요구가 있어 왔다. 또한 원래 영어 역명이 Ttukseom Resort였으나, 2019년 초에 안내방송 성우를 바꾸면서 역명을 Ttukseom Park로 바꿨다. 결국 광진구청에서 역명 변경을 추진했고, 2023년 8월 28일 자양역으로 역명을 변경했다. 또한 이 역의 본래 소재지는 노유동이었지만, 노유동이 자양동으로 통합되면서 자양동 소재로 변경됐다.

## 역사
- 1992년 11월 6일: 서울특별시 지명위원회가 역명을 자양역으로 고시
- 1997년 10월 14일: 역명을 뚝섬유원지역으로 결정
- 2000년 8월 1일: 서울 지하철 7호선 신풍역~뚝섬유원지역 개통과 함께 영업 개시
- 2019년 1월 1일: 영문 역명을 Ttukseom Park로 변경
- 2023년 8월 18일: 광진구, 역명을 구민 공모하여 자양역으로 변경 요청[3]
- 2024년 2월 29일: 자양(뚝섬한강공원)역으로 역명 변경[4]

## 역 구조
2면 2선의 상대식 승강장이 있는 지상역이며, 승강장에 스크린도어가 설치돼 있다. 출구는 4개가 있다. 장암/도봉산 방면 열차는 출발하자마자 지하로 들어간 도봉산역과 달리 바로 지하로 들어가지 않고, 계속해서 지상으로 가다가 서서히 지하로 들어간다. 석남/온수 방면의 경우, 청담대교를 통하여 한강을 건너자마자 바로 지하로 들어가게 된다.

### 승강장
| 건대입구 ↑ |
| \| 상      |
| ↓ 청담     |

| 상행 | ● 서울 지하철 7호선 | 건대입구 · 상봉·태릉입구 · 도봉산 · 장암 방면 |
| 하행 | ● 서울 지하철 7호선 | 청담·강남구청 · 고속터미널 · 대림·석남 방면   |

## 역 주변
- 노룬산시장
- 노유산치안센터
- 서울동자초등학교
- 뚝섬한강공원
- 자벌레 전시공간
- 머릿돌교회
- 신양중학교
- 서울신양초등학교
- 자양사회복지관
- 한국산업인력공단 서울동부 국가자격시험장
- 갈보리교회
- 태진운수 자양동 영업소
- 뚝섬한강공원
- 노유산파출소
- 서울시50플러스 동부캠퍼스
- 서울시니어일자리지원센터[5]

## 이용객 변동
2000년 자료는 개통일인 2000년 8월 1일부터 12월 31일까지인 153일 기준으로 환산한 것이다.
| 노선  | 노선   | 일평균 인원수 (명/일) | 일평균 인원수 (명/일) | 일평균 인원수 (명/일) | 일평균 인원수 (명/일) | 일평균 인원수 (명/일) | 일평균 인원수 (명/일) | 일평균 인원수 (명/일) | 일평균 인원수 (명/일) | 일평균 인원수 (명/일) | 일평균 인원수 (명/일) | 각주  |
| 노선  | 노선   | 2000년                | 2001년                | 2002년                | 2003년                | 2004년                | 2005년                | 2006년                | 2007년                | 2008년                | 2009년                | 각주  |
| ----- | ------ | --------------------- | --------------------- | --------------------- | --------------------- | --------------------- | --------------------- | --------------------- | --------------------- | --------------------- | --------------------- | ----- |
| 7호선 | 승차   | 5,752                 | 7,420                 | 8,510                 | 9,050                 | 9,013                 | 8,963                 | 8,666                 | 8,802                 | 9,064                 | 8,716                 | [ 6 ] |
| 7호선 | 하차   | 5,161                 | 6,719                 | 7,823                 | 8,377                 | 8,299                 | 8,376                 | 8,209                 | 8,287                 | 8,586                 | 8,254                 | [ 6 ] |
| 7호선 | 승하차 | 10,914                | 14,138                | 16,333                | 17,427                | 17,313                | 17,339                | 16,874                | 17,089                | 17,650                | 16,970                | [ 6 ] |
| 노선  | 노선   | 2010년                | 2011년                | 2012년                | 2013년                | 2014년                | 2015년                | 2016년                | 2017년                |                       |                       | [ 6 ] |
| 7호선 | 승차   | 9,264                 | 9,374                 | 9,417                 | 9,574                 | 9,904                 | 9,848                 | 9,737                 | 9,422                 |                       |                       | [ 6 ] |
| 7호선 | 하차   | 8,838                 | 8,878                 | 8,964                 | 9,144                 | 9,486                 | 9,462                 | 9,404                 | 9,131                 |                       |                       | [ 6 ] |
| 7호선 | 승하차 | 18,102                | 18,252                | 18,381                | 18,718                | 19,390                | 19,310                | 19,141                | 18,553                |                       |                       | [ 6 ] |

## 사진

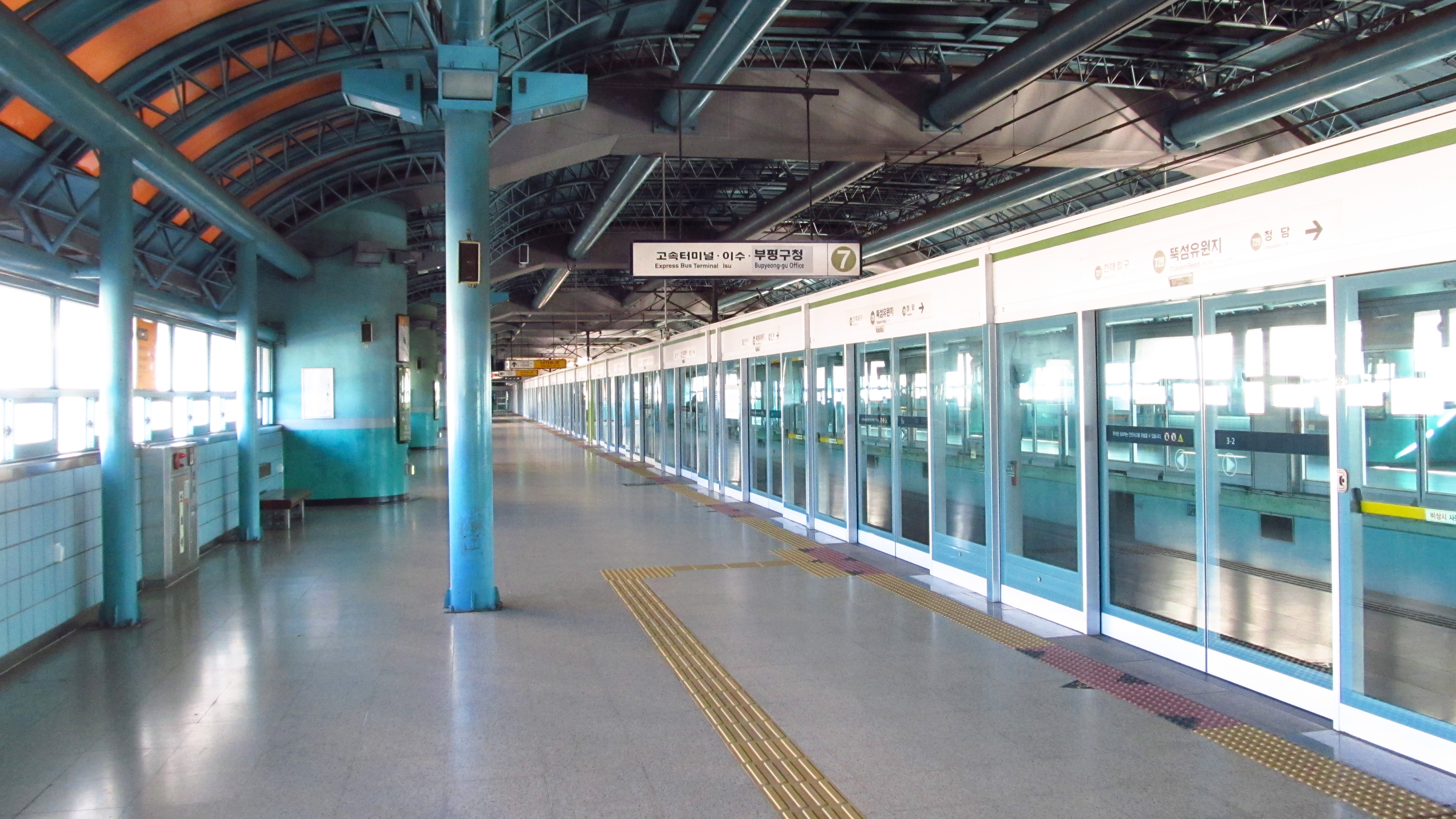
온수 방면 승강장 모습(뚝섬유원지역 시절)
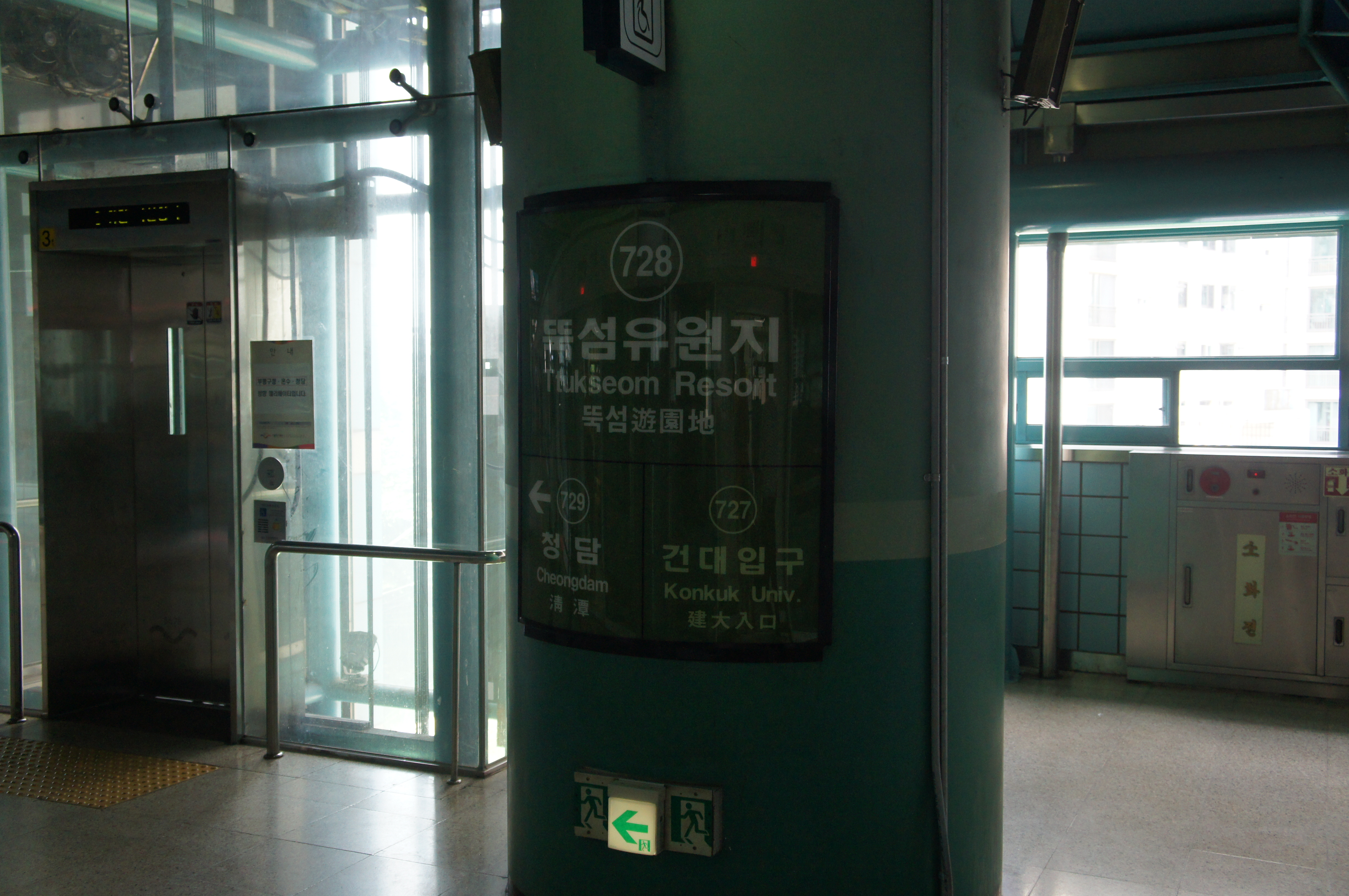
뚝섬유원지역 시절 역명판(2013년) 변경 전
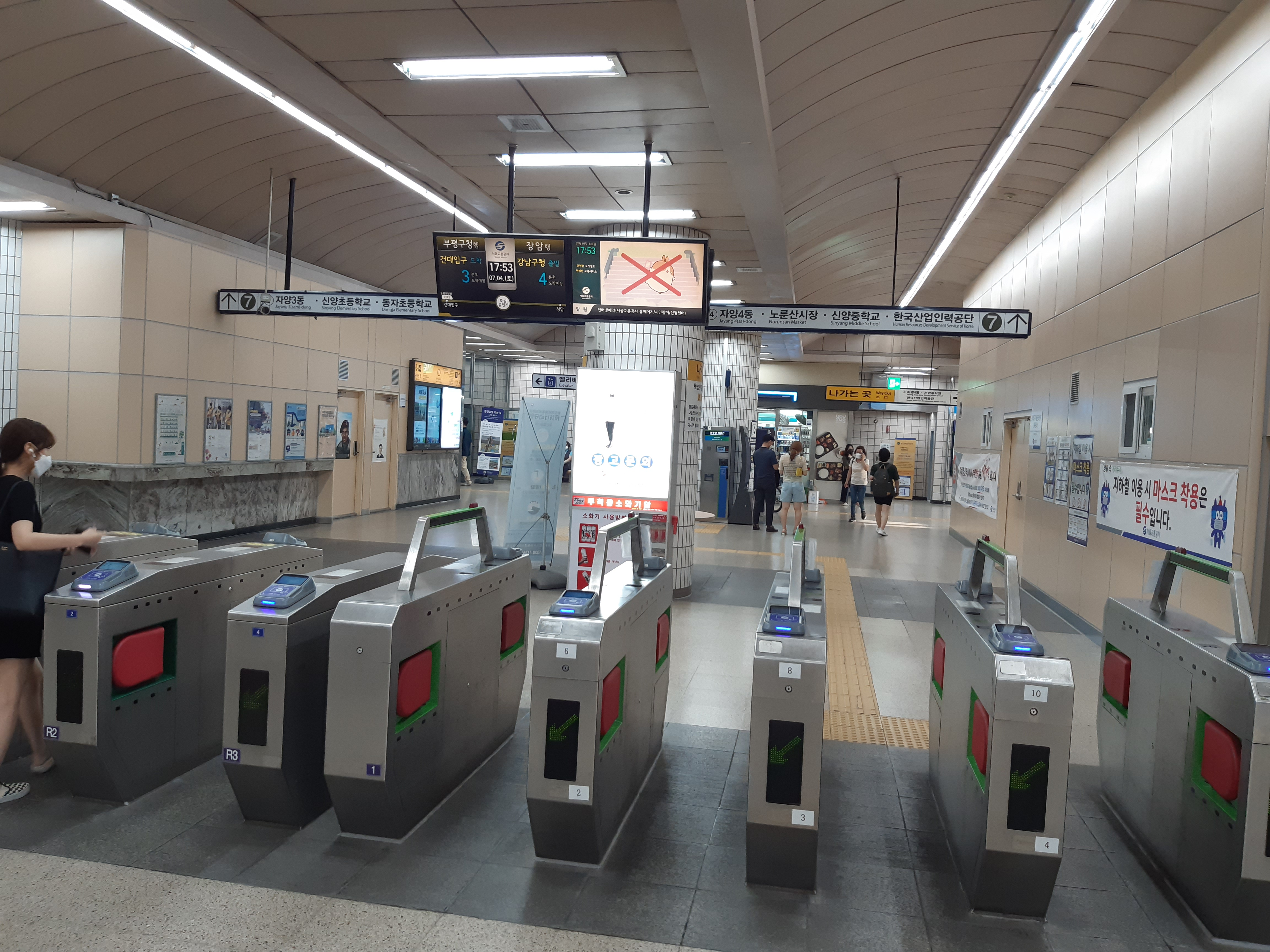
자양역 게이트
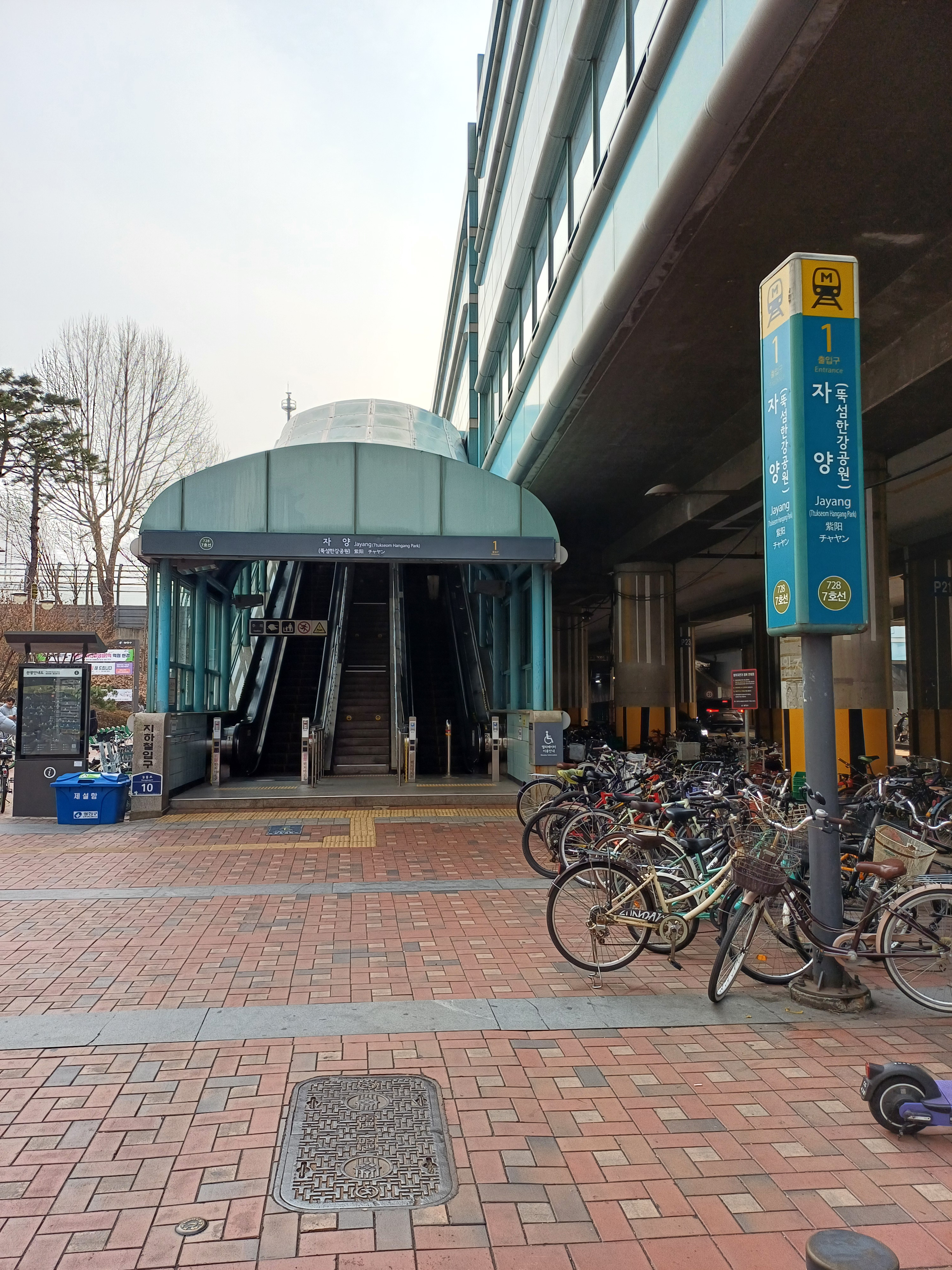
1번출구
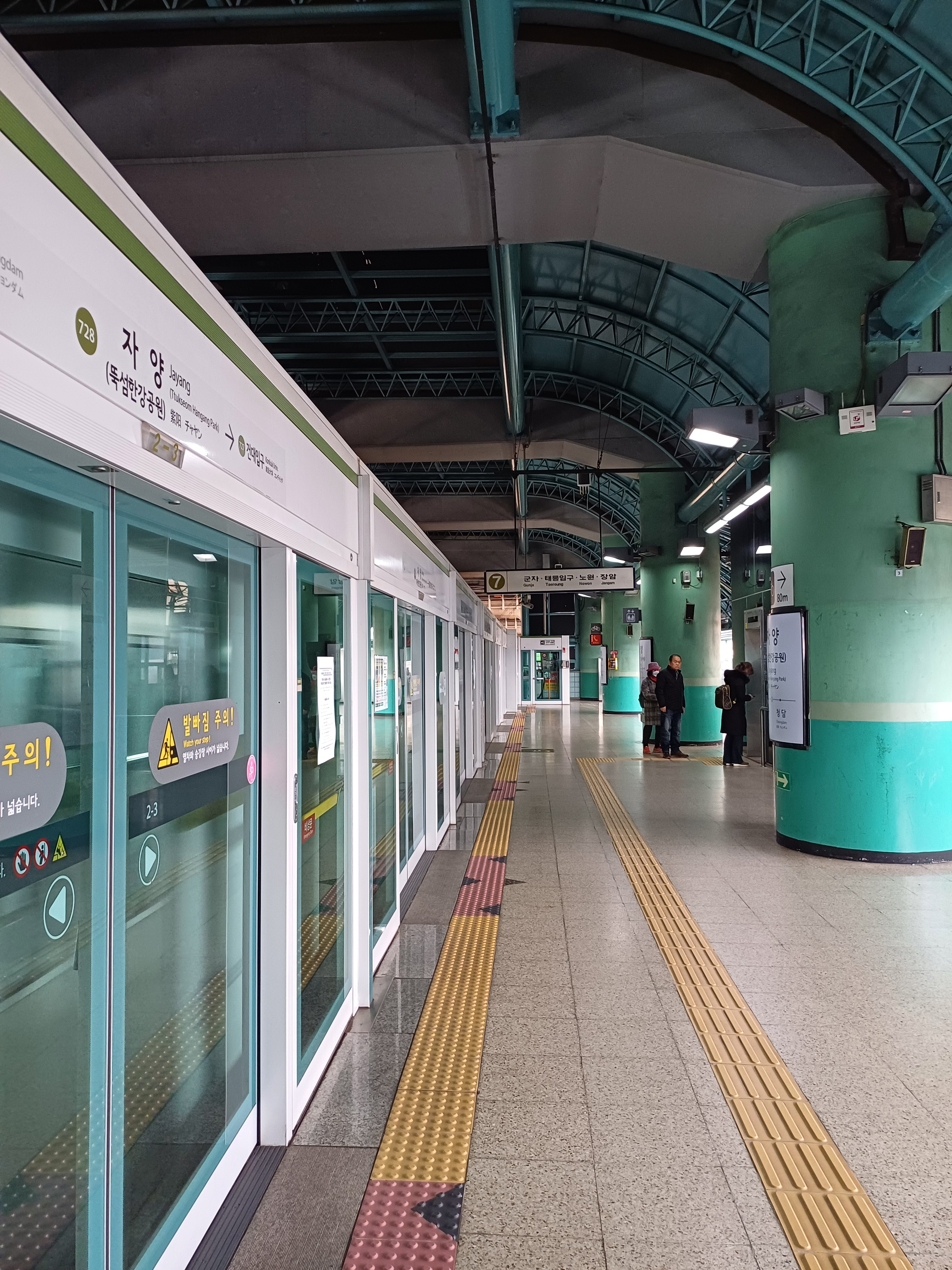
장암 방면 승강장 모습
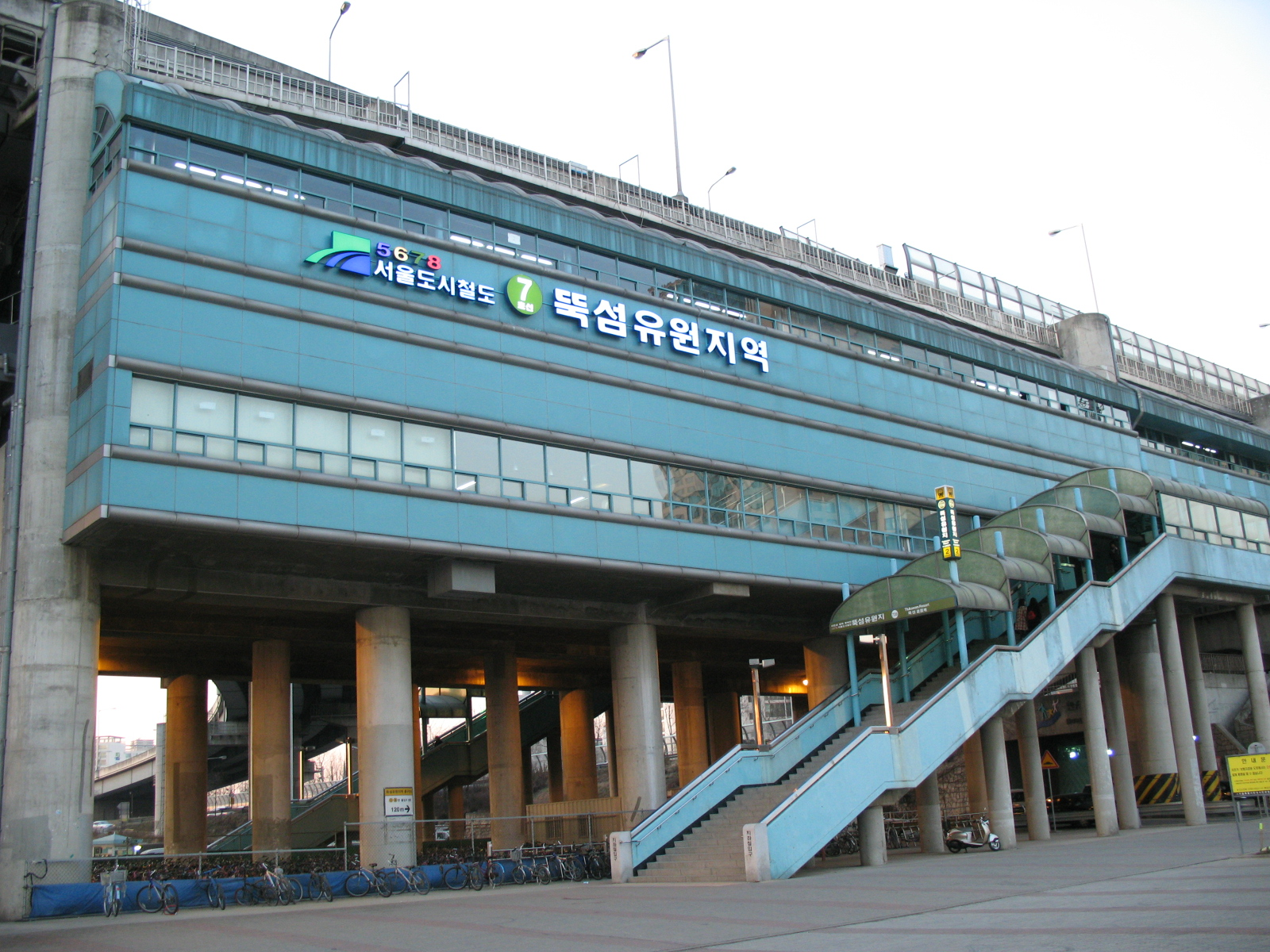
뚝섬유원지역 시절 2번출구(2007년)
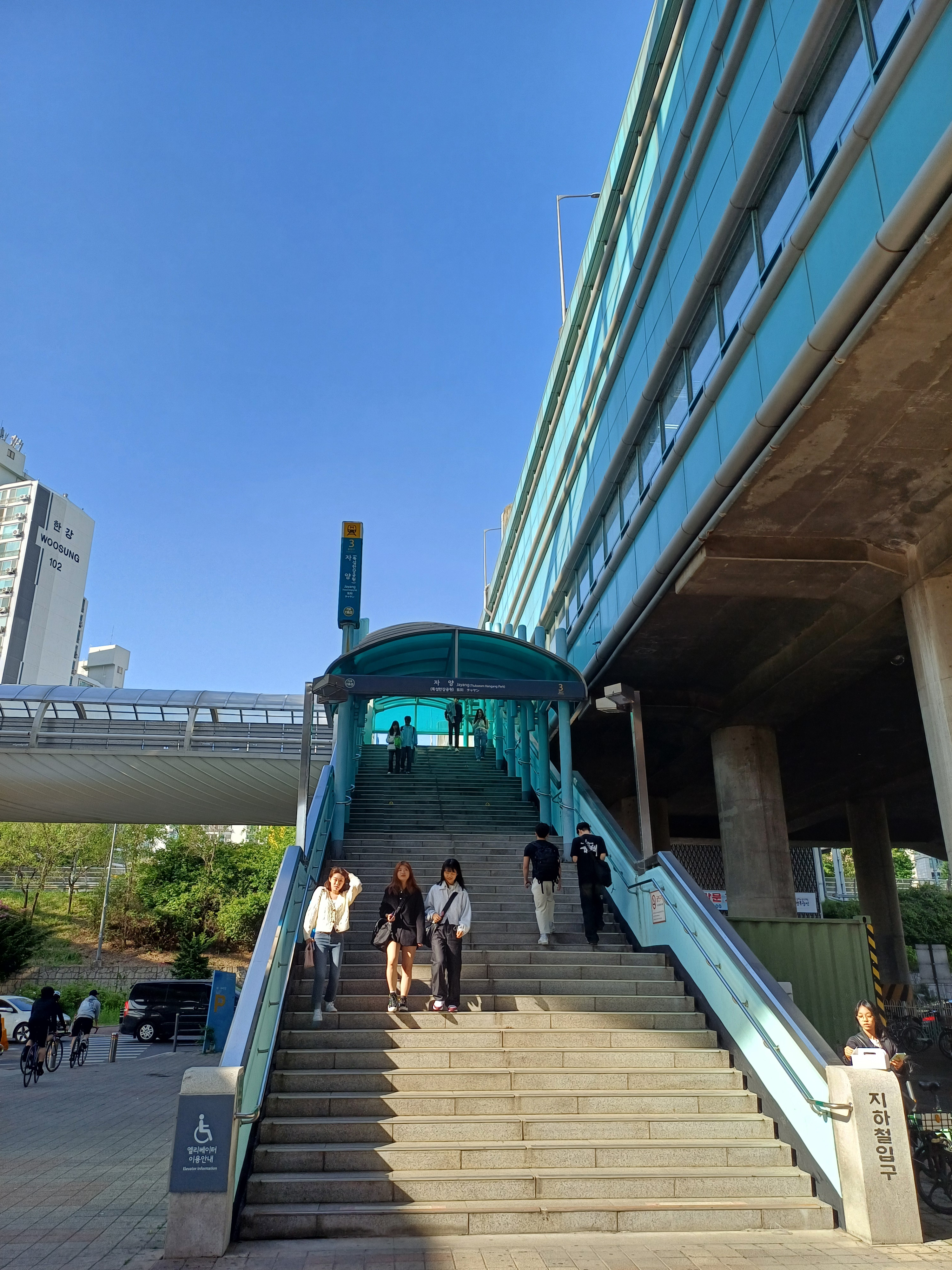
3번출구

## 인접한 역
| 서울 지하철 7호선      | 서울 지하철 7호선   | 서울 지하철 7호선  |
| ---------------------- | ------------------- | ------------------ |
| 727 건대입구 장암 방면 | ● 서울 지하철 7호선 | 729 청담 석남 방면 |